# Mestanolone
Mestanolone, còn được gọi là methylandrostanolone và được bán dưới tên thương hiệu Androstalone và Ermalone số những người khác, là một nội tiết tố androgen và anabolic steroid thuốc (AAS) trong đó chủ yếu là không còn sử dụng. Nó vẫn có sẵn để sử dụng tại Nhật Bản tuy nhiên. Nó được dùng bằng miệng.
Tác dụng phụ của mestanolone bao gồm các triệu chứng nam tính như mụn trứng cá, tăng trưởng tóc, thay đổi giọng nói và tăng ham muốn tình dục. Nó cũng có thể gây tổn thương gan. Thuốc là một steroid tổng hợp androgen và đồng hóa và do đó là chất chủ vận của thụ thể androgen (AR), mục tiêu sinh học của androgen như testosterone và dihydrotestosterone (DHT). Nó có tác dụng androgen mạnh và hiệu ứng đồng hóa yếu, điều này giúp ích cho việc tạo ra các hiệu ứng tâm lý và hành vi nam tính. Thuốc không có tác dụng estrogen.
Mestanolone được phát hiện vào năm 1935 và được giới thiệu sử dụng trong y tế vào những năm 1950. Ngoài việc sử dụng trong y tế, mestanolone đã được sử dụng để cải thiện vóc dáng và hiệu suất. Nó được sử dụng ở Đông Đức trong các vận động viên Olympic như là một phần của chương trình doping do nhà nước tài trợ trong những năm 1970 và 1980. Thuốc là một chất được kiểm soát ở nhiều quốc gia và vì vậy sử dụng phi y tế nói chung là bất hợp pháp.

## Dược lý

### Dược lực học
Mestanolone là AAS, có cả tác dụng androgenic và đồng hóa. Nó rất giống nhau về tác dụng của nó với androstanolone (dihydrotestosterone; DHT), và có thể được coi là một phiên bản hoạt động bằng miệng của AAS này. Do bất hoạt bởi 3α-hydroxapseoid dehydrogenase (3α-HSD) trong cơ xương, mestanolone được mô tả là một tác nhân đồng hóa rất kém, tương tự như androstanolone và mesterolone. Vì mestanolone giảm 5α, nó không thể được aromat hóa và do đó không có xu hướng tác dụng phụ estrogen như gynecomastia. Thuốc cũng không có hoạt động proestogen. Giống như AAS 17-alkylated khác, mestanolone gây độc cho gan.

### Dược động học
Do nhóm methyl C17α của nó, không giống như androstanolone, mestanolone hoạt động bằng đường uống.

## Hóa học
Mestanolone, còn được gọi là 17α-methyl-4,5α-dihydrotestosterone (17α-methyl-DHT) hoặc 17α-methyl-5α-androstan-17β-ol-3-one, là một steroid tổng hợp androstane và một dẫn xuất 17 -alkylated của dihydrotestosterone (DHT). Nó khác với DHT chỉ bởi sự hiện diện của nhóm methyl ở vị trí C17α. Đóng thân tổng hợp của mestanolone bao gồm oxandrolone (2-OXA-17α-methyl-DHT), oxymetholone (2-hydroxymethylene-17α-methyl-DHT), và stanozolol (một dẫn xuất của 17α-methyl-DHT (mestanolone) với pyrazol vòng hợp nhất với vòng A).

## Tác dụng phụ
Tác dụng phụ của mestanolone bao gồm virilization và nhiễm độc gan trong số những người khác.

## Lịch sử
Mestanolone được tổng hợp lần đầu tiên vào năm 1935 cùng với methyltestosterone và methandriol. Nó được phát triển bởi Roussel vào những năm 1950 và được giới thiệu cho mục đích y tế, dưới tên thương hiệu Androstalone và Ermopol, ít nhất là năm 1960. Nó đã được bán ở Đức. Thuốc ban đầu được cho là một tác nhân đồng hóa mạnh, nhưng nghiên cứu sau đó cho thấy nó thực sự có tác dụng đồng hóa tương đối yếu và chủ yếu là androgen. Mestanolone đã được sử dụng như một tác nhân doping trong các vận động viên thi đấu tại Thế vận hội từ Đông Đức do một chương trình doping do nhà nước tài trợ trong những năm 1970 và 1980. Giá trị của nó được cho là ít hơn khi là người xây dựng cơ bắp và nhiều hơn là androgen trong hệ thống thần kinh trung ương và tương tác thần kinh cơ, cải thiện tốc độ, sức mạnh, sự hung hăng, tập trung, sức chịu đựng và khả năng phục hồi căng thẳng. Ngày nay, mestanolone hầu hết đã bị ngưng sử dụng trong y học, mặc dù nó vẫn có sẵn ở Nhật Bản.

## Xã hội và văn hoá

### Tên gốc
Mestanolone là tên generic của thuốc và nó INN, BAN, và JAN.

### Tên thương hiệu
Mestanolone được bán trên thị trường dưới tên thương hiệu Andoron, Androstopol, Ermopol, Mesanolon và Notandron trong số nhiều loại khác.

### Tính khả dụng
Mestanolone hầu hết đã bị ngưng sử dụng nhưng vẫn có sẵn ở Nhật Bản.